# Anne-José Lemonnier
Pour les articles homonymes, voir Lemonnier.
Anne-José Lemonnier est une poétesse française née à Angers le 4 janvier 1958 et morte à Saint-Nic le 9 septembre 2024.

## Biographie

### Enfance et formation
Elle naît à Angers le 4 janvier 1958.
Elle fait des études de lettres et de bibliothécaire à Paris.

### Carrière
Elle devient bibliothécaire à Châteaulin.
Le prix de poésie Georges-Perros lui a été décerné en 2005 pour Falaise de proue.

### Décès
Elle décède à Saint-Nic le 9 septembre 2024,,.

## Publications
- Une Langue sauvage, Éditions Rougerie, 1996
- Journal de lumière, éd. L'Escampette, 1998, Prix de Poésie des écrivains bretons, 1999
- Lettre à l'océan, éd. L'Escampette, réédition 2000
- Anne-José Lemonnier, Lettre à l'océan, L'Escampette, 2000 (ISBN 978-2-909428-91-8)
- Gueule de poésie, illustrations de Tanguy Dohollau, éditions Rougerie, 2000
- Fugue bleue, éd. L'Escampette, 2001
- Falaise de proue, éditions Rougerie, 2003, (prix Georges-Perros, 2005)
- L'Île sœur, éditions Apogée, 2005
- Archives de neige, éditions Rougerie, 2007
- Polyphonie des saisons, Diabase, 2018
- Anne-José Lemonnier, Au clavier des vagues: poèmes, Diabase, coll. « Littérature », 2020 (ISBN 978-2-37203-034-2)
- Anne-José Lemonnier, Le cap en octaves, Diabase, coll. « Littérature », 2023 (ISBN 978-2-37203-055-7)